# Vila-rodona
Vila-rodona és un municipi de la comarca de l'Alt Camp situat a l'extrem occidental de la serra del Montmell. Limita amb Alió, Montferri, Aiguamúrcia, el Pla de Santa Maria, Bràfim, Rodonyà i el Montmell (Baix Penedès).

## Geografia
- Llista de topònims de Vila-rodona (Orografia: muntanyes, serres, collades, indrets..; hidrografia: rius, fonts...; edificis: cases, masies, esglésies, etc).

| Entitat de població | Habitants (2023) |
| Vila-rodona         | 1.350            |
| Vilardida           | 7                |
| el Mas d'en Bosc    | 5                |
| Font: Idescat       |                  |

## Història
Va formar part de la Vegueria de Vilafranca del Penedès fins al 1716. Després va passar a formar part del Corregiment de Vilafranca del Penedès des del 1716 fins al 1833.

## Dades econòmiques
El 1970 la seva renda anual mitjana per capita era de 75.016 pessetes (450,86 euros).
El 1983 el terme municipal de Vila-rodona comptava amb unes 137 explotacions agràries d'entre 0 i 5 hectàrees, unes 182 d'entre 5 i 50 hectàrees i 4 explotacions d'entre 50 i 200 hectàrees.

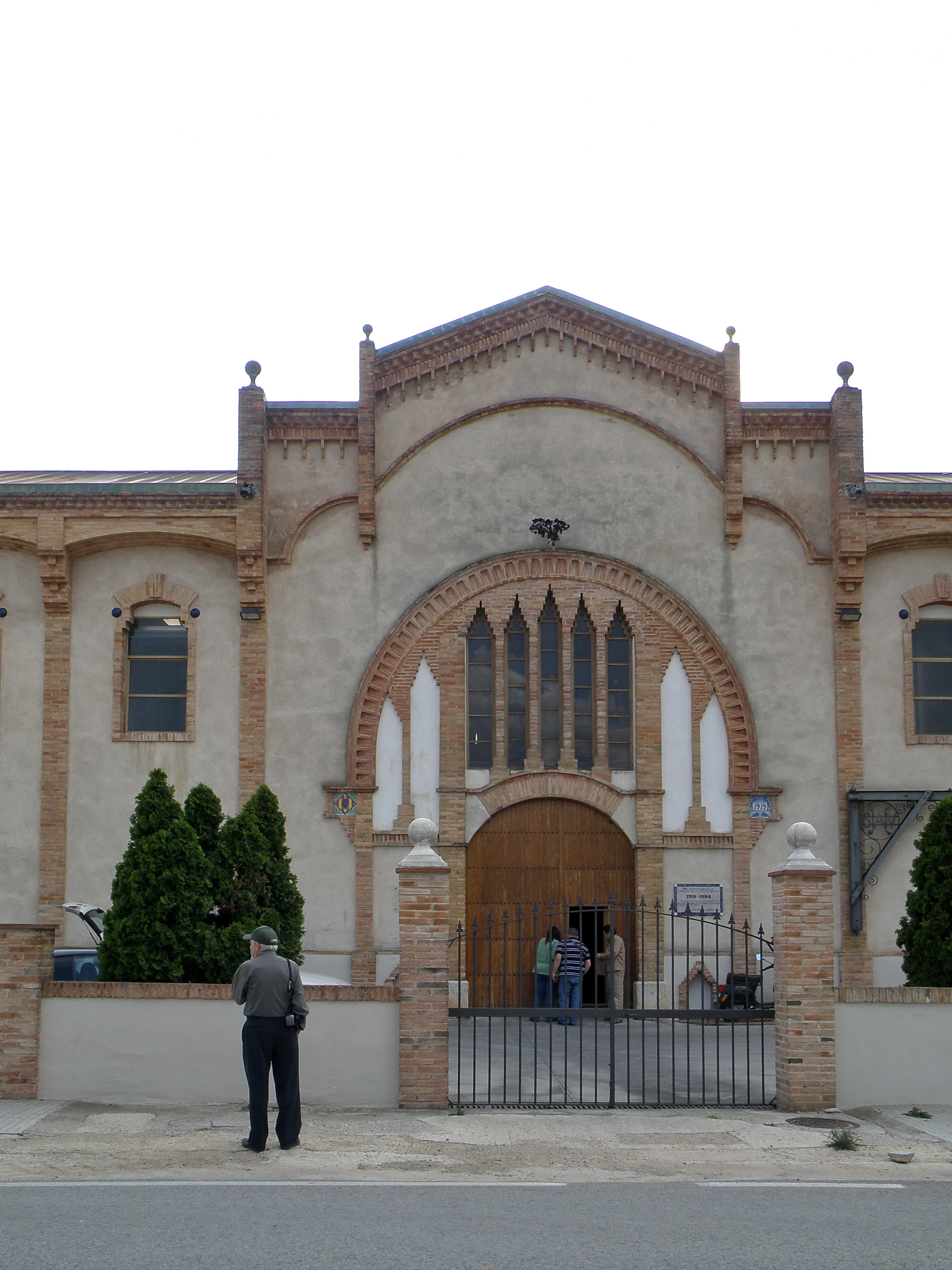
Celler cooperatiu de Vila-Rodona a l'Alt Camp

## Demografia
| 1497 f | 1515 f | 1553 f | 1717 | 1787  | 1857  | 1877  | 1887  | 1900  | 1910  |
| ------ | ------ | ------ | ---- | ----- | ----- | ----- | ----- | ----- | ----- |
| 62     | 74     | 122    | 391  | 1.488 | 1.992 | 1.990 | 2.171 | 1.949 | 1.907 |

| 1920  | 1930  | 1940  | 1950  | 1960  | 1970  | 1981  | 1990  | 1992  | 1994  |
| ----- | ----- | ----- | ----- | ----- | ----- | ----- | ----- | ----- | ----- |
| 1.878 | 1.747 | 1.591 | 1.536 | 1.466 | 1.116 | 1.042 | 1.024 | 1.009 | 1.009 |

| 1996  | 1998  | 2000  | 2002  | 2004  | 2006  | 2008  | 2010  | 2012  | 2014  |
| ----- | ----- | ----- | ----- | ----- | ----- | ----- | ----- | ----- | ----- |
| 1.005 | 1.008 | 1.034 | 1.043 | 1.070 | 1.088 | 1.207 | 1.276 | 1.280 | 1.264 |

| 2016  | 2018  | 2020  | 2022  | 2024  | 2026 | 2028 | 2030 | 2032 | 2034 |
| ----- | ----- | ----- | ----- | ----- | ---- | ---- | ---- | ---- | ---- |
| 1.255 | 1.253 | 1.276 | 1.341 | 1.374 | -    | -    | -    | -    | -    |

## Política

### Eleccions al Parlament de Catalunya del 2012
| Candidatura | Candidatura   | Cap de llista          | Vots | Regidors | % vots |
| ----------- | ------------- | ---------------------- | ---- | -------- | ------ |
|             | CiU           | Artur Mas              | 313  |          | 49,36  |
|             | ERC           | Oriol Junqueras        | 133  |          | 20,97  |
|             | PSC           | Pere Navarro           | 47   |          | 7,41   |
|             | PPC           | Alicia Sánchez-Camacho | 43   |          | 6,78   |
|             | ICV-EUiA      | Joan Herrera           | 27   |          | 4,25   |
|             | CUP           | David Fernández        | 18   |          | 2,83   |
|             | C's           | Albert Rivera          | 11   |          | 1,73   |
|             | Vots en blanc |                        | 15   |          | 2,36   |
|             | Altres        |                        | 27   |          | 5,99   |
| Total       | Total         | 636                    | 636  |          | 72,77  |

### Eleccions municipals
Llista d'alcaldes i nombre de regidors per partit
| PSC | -          | -  | -  | 3 | 1  | 8 | 9 | 6 | 6 | -  | -  | 5 |
| PP | -          | -  | -  | - | -  | - | - | - | 0 | -  | -  | - |
| ERC | -          | -  | -  | - | -  | - | - | 3 | - | -  | -  | 4 |
| CiU | -          | -  | -  | 3 | 2  | 1 | - | - | 3 | 4  | -  | - |
| Altres | 6a; 3b; 0c | 9d | 9e | 3 | 6f | - | - | - | - | 5g | 9g | - |
| Total | 9          | 9  | 9  | 9 | 9  | 9 | 9 | 9 | 9 | 9  | 9  | 9 |
| a Agrupació d'Electors Independents; b Demócratas Independientes de Vila-rodona; c Organización Revolucionaria de los Trabajadores; d Agrupació dels vila-rodonins; e Entesa dels vila-rodonins; f Unió d'Independents de Vila-rodona - FIC; g Som-hi Vila-rodona |            |    |    |   |    |   |   |   |   |    |    |   |

## Llocs d'interès
- El Columbari de Vila-rodona, un columbari romà que s'utilitzava per a dipositar les cendres dels difunts. Actualment està totalment restaurat.
- Castell de Vila-rodona, amb la Torre de l'Homenatge, totalment restaurada i avui dia habitada. Està declarat bé cultural d'interès nacional.
- Les restes del Convent dels Dolors, situat als afores, del qual destaca el seu absis circular.
- Museu de la Vila de Vila-rodona.[5]
- Castell o Torre de Vilardida, o Torre de Cal Tudó, declarat bé cultural d'interès nacional.
- La Serra, antiga vil·la romana.
- Celler cooperatiu.

## Personatges il·lustres
- Ramon Maria Calderé i Rey, futbolista.
- Magí Colet i Mateu, pedagog.